# Richard Wüerst
Richard Ferdinand Wüerst est un compositeur et professeur de musique prussien, né le 22 avril 1824 à Berlin et décédé dans la même ville le 9 octobre 1881.

## Biographie
Formé par Karl Friedrich Rungenhagen à Berlin et par Felix Mendelssohn à Leipzig, il entreprend un voyage d'études dans les années 1845-1846 vers Francfort-sur-le-Main, Bruxelles et Paris, puis il retourne dans sa ville natale. Là, jusqu'en 1856, il exerce comme directeur de la musique; en 1874, il est nommé professeur; en 1877 il devient membre de l'Académie des arts de Berlin. Plus tard, il enseigne la composition au conservatoire de Theodor Kullak et dirige en 1874-75 le Neue Berliner Musikzeitung (de).
Il fait paraître  Die Elementartheorie der Musik und die Lehre von den Accorden, en 1867.

## Œuvres

### Opéras
Sept opéras dont :
- A-ing-fo-hi, Opéra comique en trois actes, d'après une nouvelle de Anton Giulio Barrili (Livret: Ernst Wichert), Op. 65. Publié à Berlin: Bote & Bock, ca. 1880.
- Faublas, Opéra comique en trois actes, d'après Jean-Baptiste Louvet de Couvray (Livret: Ernst Wichert). Publié à Berlin: Bloch, 1872.
- Die Gastspielreise, Dramatisch-musikalischer Scherz en un acte (d'après Adolf von Winterfeld). Publié à  Berlin: Bloch, ca. 1868.
- Der Stern von Turan
- Der Rothmantel

### Musique symphonique
- trois symphonies
- un concerto pour violon